# La regina Libertà - La spada di luce
La spada di luce (L'Épée flamboyante) è il terzo e ultimo libro della trilogia La regina Libertà scritta da Christian Jacq, pubblicato in Francia nel 2002 e in Italia nel 2004.

## Trama
Gli Hyksos, che ancora regnano nel nord dell'Egitto, hanno finalmente modo di conoscere la paura: la regina Ahotep, che governa la parte meridionale del paese con capitale Tebe, ha riconquistato il suo regno e inflitto sconfitte su sconfitte ai barbari che opprimono la sua gente e strappato loro importanti territori. Ma il prezzo da pagare è stato tragico: il marito è morto eroicamente in battaglia, mentre Kames, il figlio maggiore che era destinato a succedere alla madre, è stato misteriosamente avvelenato. Rifiutando di essere incoronata Faraone, Ahotep cede il trono al giovane secondogenito Ahmose, mentre il suo esercito è in procinto di assediare Avaris, la capitale degli Hyksos, già pronto per l'ultima battaglia. L'Egitto è pronto a riscattarsi di un intero secolo di occupazione, e a rinascere dalle sue ceneri...

## Personaggi
- Ahotep: protagonista della trilogia.
- Kamose: primogenito di Ahotep.
- Ahmose: altro figlio di Ahotep.

## Edizioni
- Christian Jacq, La regina Libertà - La spada di luce, traduzione di Maddalena Mendolicchio e Nicolina Pomilio, Mantova, Corriere della Sera, luglio 2004,  p. 331, ISBN 978-0743480505.